# Brzeziny (powiat nyski)
Brzeziny (niem. Gross Briesen)– wieś w Polsce położona w województwie opolskim, w powiecie nyskim, w gminie Skoroszyce.
W latach 1975–1998 miejscowość należała administracyjnie do województwa opolskiego.
Przez miejscowość przepływa rzeka Cielnica, dopływ Nysy Kłodzkiej.
W 1900 urodził się tutaj Hubert Jedin – niemiecki ksiądz katolicki, historyk Kościoła.

## Zabytki
Do wojewódzkiego rejestru zabytków wpisany jest kościół fil. pw. św. Marcina, z XVI/XVII w.